# HD 65907
HD 65907 è una stella nana gialla nella sequenza principale di magnitudine 5,6 situata nella costellazione della Carena. Dista 53 anni luce dal sistema solare.

## Osservazione
Si tratta di una stella situata nell'emisfero celeste australe. La sua posizione è fortemente australe e ciò comporta che la stella sia osservabile prevalentemente dall'emisfero sud, dove si presenta circumpolare anche da gran parte delle regioni temperate; dall'emisfero nord la sua visibilità è invece limitata alle regioni temperate inferiori e alla fascia tropicale. La sua magnitudine pari a 5,6 la pone al limite della visibilità ad occhio nudo, pertanto per essere osservata senza l'ausilio di strumenti occorre un cielo limpido e possibilmente senza Luna.
Il periodo migliore per la sua osservazione nel cielo serale ricade nei mesi compresi fra dicembre e maggio; nell'emisfero sud è visibile anche all'inizio dell'inverno, grazie alla declinazione australe della stella, mentre nell'emisfero nord può essere osservata limitatamente durante i mesi della tarda estate boreale.

## Caratteristiche fisiche
La stella è una nana gialla nella sequenza principale; possiede una magnitudine assoluta di 4,55 e la sua velocità radiale positiva indica che la stella si sta allontanando dal sistema solare.

## Sistema stellare
HD 65907 è un sistema multiplo formato da 3 componenti. La componente principale A è una stella di magnitudine 5,6. La componente B è di magnitudine 10,0, separata da 60,0 secondi d'arco da A e con angolo di posizione di 90 gradi. La componente C è di magnitudine 13,6, separata da 2,3 secondi d'arco da B e con angolo di posizione di 270 gradi.